# Johannes Madsen-Mygdal
Johannes Madsen-Mygdal (født 30. marts 1874 i Mygdal ved Hjørring, død 24. december 1924 i Gentofte) var en dansk erhvervsleder, der var direktør for ØK og Dansk Sojakagefabrik.
Johannes Madsen-Mygdal, der var søn af politikeren N.P. Madsen-Mygdal og bror til statsminister Thomas Madsen-Mygdal, begyndte sin karriere som bogholder på Tuborg.
I 1897 knyttedes han til ØK, som han i 1909 blev administrerende direktør for. Han var fra 1911-1919 leder af ØK's afdeling i London. Med hertil hørte, at han fra 1909 også var direktør for Dansk Sojakagefabrik.
Johannes Madsen-Mygdal blev i 1912 ridder af Dannebrog, dannebrogsmand i 1919 og kommandør af Dannebrog i 1922.
Han døde efter en bilulykke i sommeren 1924, hvor hans albue blev kraftigt beskadiget og han delvist mistede førligheden i armen. Efterfølgende lod han sig operere. Efter operationen fik han blodpropper og en lungebetændelse, som han 24. december 1924 døde af. Han er begravet på Hellerup Kirkegård.